# Masová komunikace
Masová komunikace je jedna z rovin sociální komunikace, vyznačující se tím, že veškeré komunikační aktivity se dějí v institucionalizované podobě - prostřednictvím masových médií. Termín masová komunikace vznikl koncem 30. let 20. století (Gerbner: “sociální interakce prostřednictvím sdělení”), původní definice masové komunikace závisela na objektivních rysech, jež jsou společné více různým médiím, vycházela však především z technologické a organizační podstaty.

## Pojmy užívané v teorii masové komunikace
- komunikace – produkce a výměna sdělení a významů sdělení prostřednictvím znakových systémů, verbální i neverbální komunikační proces
- komunikátor – člověk, který mluví
- komunikant – účastník komunikace, ať už autor nebo adresát
- komuniké – obsah sdělovaného (co říkáme)
- komunikační kanál – různě velký a dlouhý
- komunikační šum – z vnějšího prostředí (způsobené komunikátorem i komunikantem) – ruch z okolí, porucha řeči a sluchu, nepozornost
- zpětná vazba – slouží ke kontrole pochopení komuniké
- komunikační dopad – okamžitý (hned rozumím a chápu), s odstupem (po nějaké době mi to dochází), momentální (pro tento okamžik), trvalý (pamatuji si to po celý život)
- komunikační média:
  - primární – přirozený jazyk (kódy)
  - sekundární – obrázky, písmo, znaky, nahrávky, signalizace aj.
  - terciární – elektronická média

## Modely masové komunikace
30. léta 20. století – atomizace společnosti – lidé jsou vlivem společenských změn izolováni, vykořeněni, zbaveni tradičních vazeb, podřízeni tlakům trhu – všudypřítomná a standardizovaná média se snaží oslovovat společnost jako masu.
Přenosový model – vychází z Lasswellovy teorie „Kdo říká? Co? Komu? Jakým kanálem? a s Jakým účinkem?“, model doplnili Westley a McLean o interpolaci (roli komunikátora – zprostředkovatele) – Událost přijímá Komunikátor a ten předává Kanálem Sdělení Příjemcům – masoví podavatelé tudíž nejsou původci sdělení, pouze vybírají (gatekeeping) a zprostředkovávají události podle předpokládaných zájmů a požadavky publika – jde o účelové využití;
Rituálový model – podle J. Careye je komunikace spojena s pojmy sdílení, účast, sdružování, společenství a společná víra. Rituálové pojetí se soustředí na udržení společnosti v čase, jde o reprezentování sdílených představ společnosti – jde o vnitřní uspokojení uživatele;
Propagační model – komunikace jako předvádění se a upoutání pozornosti za účelem naplnění obvykle ekonomického cíle média – model vychází ze soutěživosti médií s cílem upoutání pozornosti co největšího počtu recipientů, existuje pouze v přítomnosti a nedává prostor pro otázky příčiny a důsledku;
Příjmový model – kódování a dekódování mediálního obsahu – vychází z kritické teorie masové komunikace (Stuart Hall) a dává důraz na zkoumání moci publika; jde o snahu umístit přisuzování a odvozování polysémního mediálního významu blíže publiku – význam je interpretován podle kontextu a kultury publika – sdělení je konstruováno ze znaků, které mají svůj denotát a konotované významy závisejí na volbě příjemce, který však nemusí sdělení přijmout tak, jak bylo vysláno;
Nová schémata – s vývojem telematických médií se do masové komunikace dostává prvek interaktivity – model J. L. Bordewijka a B. van Kaama vymezuje vztahy mezi projevem, konverzací, konzultací a registrací.

## Účinky médií
Studium účinků médií započalo souběžně se vznikem mediálnáích studií v prvních desetiletích 20. století. Hlavní dva účinky jsou: plánované a neplánované.
Nejznámější členění mediálních účinků pochází od mediálního teoretika Denisa McQauila:
- fáze všemocných médií (cca 1900–1930)
- fáze omezených účinků (cca 1930–1960)
- fáze renesance silných účinků (1960–1980)
- fáze tzv. dohodnutého vlivu médií (1970–?)

### Pojmy spadající pod účinky médií
- agenda setting – nastolování agendy (Lazarsfeld) – veřejná diskuze je prezentována určitými vyznačenými tématy, která vycházejí z kombinace veřejného mínění a politické situace, mediální informace a zpravodajství odrážejí obsah a pořadí priorit témat, reprezentace témat v masových médiích má samostatný účinek na obsah tématu a na jeho relativní důležitost ve veřejném mínění
- spirála mlčení – formování názorových klimat – společnost hrozí odlišujícím se jednotlivcům izolací, jednotlivci průběžně zakoušejí strach z izolace, což je vede k neustálé snaze vyhodnotit názorové klima, výsledky odhadu ovlivňují jejich veřejné vystupování
- vědomostní propast – knowledge gaps – růst vědomostí je relativně vyšší v částech populace s vyšším postavením (Tichenor), to je dáno základními společenskými nerovnostmi a mocí médií některé propasti překlenout a jiné vytvářet
- kultivace - Gerbner - kultivační teorie - tato teorie předpokládá, že mediální sdělení (v Gerbnerově zkoumání televizní), která ze své podstaty zkreslují skutečnost, jsou svou dominancí v životě člověka náhradou za osobní zkušenost a další způsoby dozvídání se o světě. Dochází tak k vytváření zkresleného pohledu na sociální realitu.

## Různé náhledy na masovou komunikaci

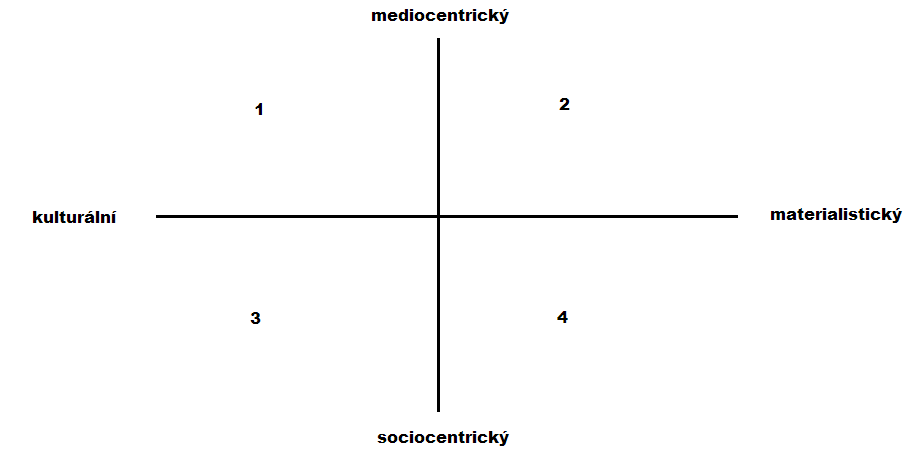
Přístupy ke studiu médií dle McQuaila

Existují dva hlavní přístupy k nahlížení na média. První je sociocentrický a druhý mediocentrický. Tyto dva hlavní přístupy jsou ovlivněny buď materialiastickým přístupem, anebo kulturálním přístupem. Celkem jsou tedy čtyři typů přístupů ke studiu médií.

### Mediocentrická teorie
Chápe jako hlavního činitele společenských změn samotná média. Společnost se tedy vyvíjí na základě vývoje médií.

### Sociocentrická teorie
Bere média jako odraz politických a ekonomických sil. Média se vyvíjí na základě společenských změn.

#### 1. Mediokulturální přístup
Zaměřuje se na obsah mediálního sdělení a jeho přijímání publikem. Zkoumá, zda přijímání obsahů je ovlivněno osobním prostředím.

#### 2. Mediomaterialistický přístup
Věnuje se organizačním, finančním a technologickým možnostem samotných médií.

#### 3. Sociokulturální přístup
Soustředí se na vliv společenských faktorů na mediální produkci a přijímání mediálních obsahů. Zaměřuje se i na funkci médií ve společnosti.

#### 4. Sociomaterialistický přístup
Média jsou odrazem ekonomických a materiálních změn ve společnosti. Tedy společnost mění způsob mediování obsahů.

## Teorie masové komunikace
Teorie masové komunikace je základní dělení teoretického náhledu na média a masovou komunikaci skrz ně zprostředkovanou. Britský mediální teoretik Denis McQuail rozlišil pět teorií: sociálně-vědní teorie, kulturální teorie, normativní teorie, provozní teorie a intuitivní teorie. Občas se můžeme setkat jen se čtyřmi typy, mezi kterými chybí kulturální teorie.

### Sociálně-vědní teorie
Je založená na systematickém a objektivním studiu médií. Podává obecná tvrzení o charakteru, fungování a účincích masové komunikace. Teorie vymezuje pojmy od společnosti po specializované otázky podávání a přijímání informací jednotlivci. Je odvozená z psychologie, sociologie a politologie. Zaměřuje se jak na průběh předávání symbolických znaků, tak má i kritický přístup (k ideologii a hegemonii) a pojednává i o utváření procesu veřejného mínění a formách agitace.

### Kulturální teorie
Má mnoho forem. Například je hodnotící a snaží se rozlišovat kulturní artefakty dle kritérií kvality. Někdy však zpochybňuje hierarchickou klasifikaci (diverzita) jako irelevantní pro skutečný význam kultury. Vymezuje estetická a etická pravidla či společenskokritický rozměr filmu, literatury, televize, rádia, obrazu textu a dalších. Oproti sociálně-vědní teorii nepracuje s potvrzováním a ověřováním pomocí pozorovací metody.

### Normativní teorie
Zkoumá, jak se média mají chovat, pokud chtějí být viděny a mít společenskou hodnotu. Teorie má základ v sociální teorii a ideologii dané společnosti. Normativní teorie jsou významné, neboť utváří a legitimizují mediální instituce a též mají vliv na očekávání, jež s médii spojují ostatní sociální aktéři, například příjemci. Normativní teorie jsou většinou ukotveny v zákonech, nařízeních, mediální politice, etických kodexech a dokonce i ve veřejných debatách. Sama o sobě podle McQuaila normativní teorie není (nejsou) objektivní, i tak ale jde ji (lze je) zkoumat dle objektivních sociálních metod.

### Provozní teorie
Provozní teorie je spjata s představami, kterými se řídí osoby pracující v mediálních institucích. Obdobou provozní teorie v mediálních institucích jsou jakékoli řády a ustanovení na tvorbu a proces práce v ostatních profesních prostředích. U mediálních institucí pomáhá tato teorie uspořádat a vybírat zprávy, jak cílit na publikum a splnit jeho požadavky, jak vytvořit efektivní reklamu atd. Provozní teorie se v průběhu let neustále mění. Často se překrývá s normativní teorií (např. u novinářské etiky).

### Intuitivní teorie
Taktéž zvaná každodenní teorie či intuitivní (common-sense) teorie užívání médií, která pojednává o znalostech, které lidé získávají z dlouhodobé zkušenosti s médii. Médium nám dává informace, co se kde děje, a tak jsou média začleněna do našeho každodenního života. Díky styku s médii víme, jak je "číst" a to na základě záměrů podavatele mediálních obsahů (preferované čtení), ale též víme, jak je číst chceme my osobně. Z této teorie vychází schopnost osob vytvářet logická rozhodnutí, či tvořit vlastní vkus nebo soudy.
Působení je pouze zpětné. Určuje směr i meze vlivu médií: umožňuje nám poznat realitu od fikce, číst mezi řádky či rozpoznat reklamu. Vývoj médií nejvíce závisí na této teorii, tedy na tom, jak lidé vnímají média, jak jim rozumí a jaký prostor a úlohu jim ve svém životě dávají.

## Paradigma
Dominantní paradigma – vychází z předpokladu normálně fungující společnosti, která je demokratická, liberální, pluralistická a spořádaná (spravedlivá); posuzuje potenciální nebo opravdové dobro/zlo očekávané od masových médií podle existující společenské normy – mocná média modifikovaná skupinovými vztahy; funkcionalistický přístup (Lasswell) – předpokládaná funkce komunikace podporující integraci, spojitost a normalitu společnosti; vychází z lineárního komunikačního modelu Shannona a Weavera kdy Zdroj si vybírá Sdělení které je v podobě Signálu přeneseno Komunikačním kanálem k příjemci a ten si signál transformuje zpět ve sdělení (vyskytují se šumy); kvantitativní výzkum a analýza proměnných; injekční stříkačka (magická střela) – malá elitní skupina disponující mocí a penězi může využít mocné mediální nástroje k prosazení svých zájmů a informačních cílů
Alternativní paradigma – vychází z respektování idealistického (i utopistického) uspořádání společnosti – kritika komerční funkce médií (východisko frankfurtská škola, dále C. W. Mills) a elitářského působení na sociální vazby, odmítání hodnotové neutrality, fixních významů v mediálním sdělení (možné dekódovat z opozičního pohledu) a lineárního komunikačního přenosu; kulturální a kvalitativní výzkum.